# Yves Lampaert
Yves Lampaert (Izegem, 10 de abril de 1991) é um ciclista profissional belga que atualmente corre para a equipa ProTeam, Quick-Step Floors.
Seu maior sucesso como profissional chegou na Volta a Espanha de 2017 na que ganhou a segunda etapa com final em Gruissan e se vestiu de líder por um dia.

## Palmarés
2013
- Grande Prêmio Van de Stad Geel

2014
- Arnhem-Veenendaal Classic

2015
- Três Dias de Flandes Ocidental, mais 1 etapa
- 2.º no Campeonato da Bélgica Contrarrelógio

2016
- 2.º no Campeonato da Bélgica Contrarrelógio

2017
- Dwars door Vlaanderen
- Campeonato da Bélgica Contrarrelógio
- 1 etapa da Volta a Espanha

2018
- Dwars door Vlaanderen

## Resultados nas Grandes Voltas
| Corrida         | 2013 | 2014 | 2015 | 2016 | 2017 | 2018 |
| --------------- | ---- | ---- | ---- | ---- | ---- | ---- |
| Giro d'Italia   | -    | -    | -    | -    | -    | -    |
| Tour de France  | -    | -    | -    | -    | -    | -    |
| Volta a Espanha | -    | -    | -    | 113º | 136º | -    |

-: não participa

Ab.: abandono